# Hóa học khí quyển
Hóa học khí quyển là một nhánh của khoa học khí quyển, trong đó tính chất hóa học của khí quyển Trái Đất và của các hành tinh khác được nghiên cứu. Đó là một cách tiếp cận nghiên cứu liên ngành và dựa trên hóa học môi trường, vật lý học, khí tượng học, mô phỏng máy tính, hải dương học, địa chất học, núi lửa học,... Hóa học khí quyển ngày càng được kết nối với các lĩnh vực nghiên cứu khác như khí hậu học.

## Lịch sử
Các nghiên cứu khoa học đầu tiên về thành phần khí quyển bắt đầu vào thế kỷ 18 khi các nhà hóa học như Joseph Priestley, Antoine Lavoisier và Henry Cavendish thực hiện các đo đạc đầu tiên về thành phần của khí quyển.
Vào cuối thế kỷ 19 và đầu thế kỷ 20, các nhà nghiên cứu chuyển hướng quan tâm sang các thành phần chiếm lượng nhỏ khí quyển và có nồng độ rất thấp. Một phát hiện quan trọng trong thời kỳ này là việc Christian Friedrich Schönbein phát hiện ra ozon vào năm 1840.
Vào thế kỷ 20, khoa học khí quyển đã chuyển từ việc nghiên cứu thành phần không khí sang xem xét sự thay đổi nồng độ theo thời gian của các thành phần chiếm lượng nhỏ trong khí quyển, cùng các quá trình hóa học giúp tạo ra hay phá hủy các hợp chất trong không khí. Trong đó, có hai nghiên cứu quan trọng ra đời gồm lời giải thích về cách lớp ozon được hình thành và duy trì của Sydney Chapman và Gordon Dobson, và nghiên cứu của Arie Jan Haagen-Smit liên quan đến sương khói quang hóa. Các nghiên cứu sâu hơn về vấn đề ozon đã giúp Paul J. Crutzen, Mario Molina và Frank Sherwood Rowland nhận giải Nobel Hóa học năm 1995.